# Apoteosi degli eroi francesi morti per la patria durante la guerra della Libertà
L'Apoteosi degli eroi francesi morti per la patria durante la guerra della Libertà (Apothéose des héros français morts pour la patrie pendant la guerre de la Liberté), abbreviato in Apoteosi degli eroi francesi (Apothéose des héros français), è un quadro dipinto da Anne-Louis Girodet nel 1801. 
Quest'opera ritrae i generali più importanti morti durante le guerre rivoluzionarie, accolti da Ossian nel paradiso di Odino. L'opera venne commissionata dagli architetti Percier e Fontaine per decorare il grande salone del castello di Malmaison. Attraverso il suo stile originale per l'epoca, che si allontana dal neoclassicismo, questo quadro rappresenta una delle prime testimonianze della pittura romantica in Francia. Si trova tuttora nel castello di Malmaison.

## Storia
L'opera venne commissionata nel 1801 per decorare il grande salone del castello di Malmaison, assieme a un altro quadro dal soggetto simile, Ossian evoca i fantasmi al suono dell'arpa, suo pendant, dipinto da François Gérard. Durante il primo Impero il principe Eugenio di Beauharnais divenne il proprietario del quadro, che portò con sé a Monaco, dove risiedeva. La tela passò ai discendenti del principe fino alla morte del duca Georgij Nikolaevič di Leuchtenberg, nel 1929. Il quadro venne messo all'asta a Vevey, in Svizzera, e nel 1931 venne acquistato dai musei nazionali al prezzo di 80.000 franchi, tornando nelle collezioni di Malmaison.

## Descrizione
La scena ritrae il bardo Ossian a capo di un esercito di guerrieri e di antenati, con indosso una veste bianca e dalla barba lunga, che accoglie vari generali francesi morti durante le campagne della Rivoluzione e del Consolato. Reggendosi a un bastone, con il braccio destro si appoggia alla spalla di Desaix, che lo sta abbracciando. Accanto a Desaix, nel primo gruppo, si trovano i generali Kléber, che regge un trofeo sormontato da un elmo antico, Marceau con il berretto da ussaro e Caffarelli du Falga che impugna una bandiera, mentre dietro di loro si trovano i generali Dampierre, Dugommier, Hoche, Championnet e Joubert. Sullo sfondo si trovano La Tour d’Auvergne e i generali Kilmaine, Marbot e Duphot.
Sopra i generali si libra la Vittoria, raffigurata senza le ali, che impugna degli allori di foglie d'ulivo e un caduceo con un galletto appollaiato sulla sommità. A sinistra un'aquila vola verso l'alto. Ai piedi dei personaggi fluttuano delle giovani che vanno incontro ai generali: una di loro suona l'arpa, mentre le altre offrono loro delle corone.